# Петровка (Єльниківський район)
Петро́вка (рос. Петровка, ерз. Петровка) — присілок у складі Єльниківського району Мордовії, Росія. Входить до складу Новодівиченського сільського поселення.
Населення — 14 осіб (2010; 39 у 2002).
Національний склад (станом на 2002 рік):
- росіяни — 97 %